# لاري لايبر
لاري لايبر (بالإنجليزية: Larry Lieber)‏ هو فنان قصص مصورة أمريكي، ولد في 26 أكتوبر 1931 في مانهاتن في الولايات المتحدة.

## وصلات خارجية
- لاري لايبر على موقع IMDb (الإنجليزية)
- لاري لايبر على موقع قاعدة بيانات الفيلم (الإنجليزية)